# Чишмя (Ботошань)
Чишмя (рум. Cișmea) — село у повіті Ботошані в Румунії. Входить до складу комуни Рекіць.
Село розташоване на відстані 372 км на північ від Бухареста, 2 км на північ від Ботошань, 96 км на північний захід від Ясс.

## Населення
За даними перепису населення 2002 року у селі проживали 444 особи, усі — румуни. Усі жителі села рідною мовою назвали румунську.